# Trampolino Italia
Trampolino Italia – zespół skoczni narciarskich we włoskiej miejscowości Cortina d’Ampezzo.
W skład kompleksu wchodzą cztery skocznie o punktach konstrukcyjnych zlokalizowanych na 90., 55., 32. i 20. metrze. Na największym obiekcie rozegrano konkursy w skokach narciarskich i kombinacji norweskiej podczas zimowych igrzysk olimpijskich w 1956. Pięciokrotnie obiekt był również areną zmagań skoczków narciarskich w Pucharze Świata. Od 1990 nie ma homologacji FIS i pozostaje nieużywany.

## Historia
W 1923 w Zuel, na przedmieściach Cortina d’Ampezzo, została wybudowana pierwsza skocznia narciarska, którą nazwano Franchetti na cześć inwestora tej budowy, barona Carlo Franchettiego, miejscowego hotelarza. Na obiekcie tym możliwe było oddawanie skoków w okolice 40. metra. Rekordzistami skoczni byli austriaccy zawodnicy z Innsbrucka – Greising i Schatz, którzy zimą 1924 uzyskali 42 m. W 1926 dokonano pierwszej przebudowy skoczni, po której możliwe było oddawanie skoków ponad 50-metrowych. W lutym 1927 obiekt był areną zmagań skoczków narciarskich i dwuboistów podczas mistrzostw świata w narciarstwie klasycznym. W konkursie skoków triumfował wówczas Szwed Tore Edman (w drugiej próbie uzyskał 54 m, co było najlepszym rezultatem konkursu i zarazem rekordem obiektu), a w kombinacji norweskiej – reprezentant Czechosłowacji, Rudolf Burkert.
W 1939 obiekt został wyburzony, a rok później rozpoczęła się budowa nowej skoczni narciarskiej w związku z organizacją w Cortinie d’Ampezzo mistrzostw świata w 1941. Na mistrzostwach skocznia była miejscem rozgrywania zawodów w skokach narciarskich i kombinacji norweskiej. W skokach triumfował Fin Paavo Vierto, a w kombinacji – Niemiec Gustav Berauer. Podczas konkursu skoków rekord obiektu ustanowił Niemiec Josef Weiler, uzyskując odległość 76 m. Mimo najdłuższego rezultatu, zajął czwarte miejsce w konkursie z uwagi na niskie oceny sędziowskie. W sierpniu 1946 Międzynarodowa Federacja Narciarska (FIS) na kongresie w Pau unieważniła wyniki zawodów w związku z małą liczbą uczestników. Ostatnim rekordzistą ówczesnej skoczni został w 1952 Fin Ossi Laaksonen z wynikiem 78 m.

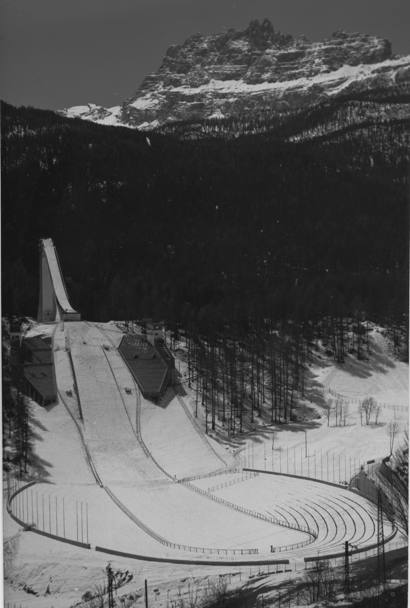
Skocznia podczas zimowych igrzysk olimpijskich w 1956

W związku z otrzymaniem przez Cortina d’Ampezzo prawa do organizacji zimowych igrzysk olimpijskich w 1956, konieczne było dokonanie modernizacji istniejącej skoczni narciarskiej. Prace nad nową skocznią rozpoczęły się w kwietniu 1955, a w grudniu tego roku dokonano jej oficjalnego otwarcia. Profil olimpijskiej skoczni zaprojektowali: inżynier Guglielmo Holzner oraz ekspert z ramienia Międzynarodowej Federacji Narciarskiej, Straumann. Punkt konstrukcyjny usytuowany został na 72. metrze. Nowy obiekt zawierał dwie trybuny boczne, mogące pomieścić 3000 widzów, oraz dodatkowe ok. 40 000 miejsc dla kibiców zgromadzonych wokół zeskoku. W lutym 1956 na skoczni przeprowadzono zawody olimpijskie w skokach narciarskich i kombinacji norweskiej. W skokach zwyciężył Fin Antti Hyvärinen, który ustanowił rekord obiektu, w drugiej serii osiągając odległość 84 m. W kombinacji po skokach prowadził reprezentant ZSRR, Jurij Moszkin, ostatecznie jednak najlepszym zawodnikiem został Norweg Sverre Stenersen.
W 1979 na skoczni odbyła się inauguracja pierwszej edycji Pucharu Świata w skokach narciarskich. Zwycięzcą zawodów został Toni Innauer. Później jeszcze czterokrotnie rozegrano konkursy Pucharu Świata w skokach narciarskich w Cortinie d’Ampezzo. W sezonie 1981/1982 najlepszy był Roger Ruud, w sezonie 1982/1983 – Matti Nykänen, w sezonie 1983/1984 – Jens Weißflog, a w sezonie 1984/1985 – ponownie Roger Ruud. Planowano również rozegrać inauguracyjne zawody w drugim sezonie Pucharu Świata (sezonie 1980/1981), jednak zostały one odwołane z powodu braku śniegu. Podczas zawodów PŚ w grudniu 1981 rekord skoczni ustanowił Roger Ruud wynikiem 92 m. W tym samym sezonie na obiekcie w Cortinie d’Ampezzo rekord Włoch w długości skoku narciarskiego poprawił Bruno De Zordo, uzyskując 86,5 m.
W 1981 skocznia pojawiła się w scenie Tylko dla twoich oczu, filmu o przygodach Jamesa Bonda.
W 1990 skocznia utraciła homologację FIS, a rodzimy Włoski Związek Sportów Zimowych nie podjął się jej przebudowy. W związku z tym na obiekcie nie są organizowane zawody w skokach narciarskich. Wobec tego dla skoczni znajdowano później inne sposoby wykorzystania, funkcjonuje ona jako atrakcja turystyczna. W grudniu 2015 rozświetlono ją 20 tysiącami światełek LED z okazji Bożego Narodzenia, z kolei we wrześniu 2018 zorganizowano na niej mistrzostwa świata w łucznictwie polowym.
Cortina d’Ampezzo ubiega się o prawo organizacji zimowych igrzysk olimpijskich w 2026. Mimo to organizatorzy nie przewidują wykorzystania skoczni, po ewentualnym wyborze Cortina d’Ampezzo na organizatora zawody olimpijskie w skokach narciarskich i kombinacji norweskiej przeprowadzone zostaną na Trampolino Dal Ben w Predazzo.